# Arcoperna sericea
Arcoperna sericea is een uitgestorven marien tweekleppig weekdier.

## Beschrijving

### Schelpkenmerken
De schelpen zijn zeer bol, erg dun en breekbaar. De schelp is langgerekt ovaal met afgeronde voor- en achterzijde en heeft een brede umbo die zeer ver naar voren ligt. De onderzijde kan iets concaaf (met een inbochting naar binnen) zijn. De buitenzijde heeft een sculptuur van zeer veel fijne en regelmatige lijntjes (zeer smalle groefjes) die vanuit de umbo in de lengterichting van de schelp verlopen. Daarnaast zijn er onregelmatige zwakke groeilijnen die door een aantal sterkere worden afgewisseld. De slotrand is zwak gecrenuleerd.

### Afmetingen van de schelp
- lengte: tot 22 millimeter.

### Kleur van de schelp
Goed geconserveerde exemplaren zijn vaak geelachtig van kleur.

### Levenswijze
Arcoperna sericea wordt tot de epifauna gerekend en is vrijwel zeker een filteraar geweest.

### Fossiel voorkomen
Deze soort is plaatselijk algemeen in afzettingen uit het Mioceen van het Noordzeebekken. Daarnaast kan zij nog worden aangetroffen in het Vroeg-Plioceen. In Nederland is zij bekend uit de Zone van Arcoperna sericea en Chlamys tigerina en de Subzone van Chlamys gerardi en Astarte trigonata. Door de schelpkenmerken (zeer bol, dun, breekbaar) worden zelden hele exemplaren gevonden. Fragmenten zijn vaak langs de lijntjes van de sculptuur gebroken waardoor zij vrij herkenbaar zijn. Omdat het slotgedeelte het stevigst is, wordt dit het meest gevonden.
Op het Noordzeestrand spoelt Arcoperna sericea zeer zeldzaam aan op stranden in de provincie Zeeland. Meestal gaat het om fragmenten.

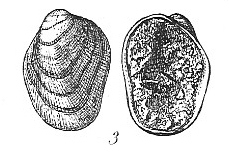
Arcoperna sericea zoals afgebeeld door Wood

Arcoperna sericea is alleen als fossiel bekend uit afzettingen uit het Mioceen en Plioceen in het Noordzeebekken. De soort wordt vrij algemeen, soms zelfs zeer talrijk gevonden in het oudere deel van de Formatie van Oosterhout in de (Subzone van Chlamys gerardi en Astarte trigonata).

### Oorsprong
De soort stamt mogelijk af van de zeer gelijkende soort Arcoperna micans (Sandberger) uit het Oligoceen.